# Rafał Marian Bogusławski
Rafał Marian Bogusławski (ur. 1967 w Łodzi) – projektant wzornictwa przemysłowego i grafiki użytkowej, publicysta, członek redakcji „Na Sieradzkich Szlakach”, biegły sądowy, rzeczoznawca SWP, członek Wieluńskiego Towarzystwa Naukowego, prezes Stowarzyszenia Rodu Ostoja.

## Życiorys
Ukończył Państwowe Liceum Sztuk Plastycznych w Bielsku-Białej a następnie podjął studia na Akademii Sztuk Pięknych w Krakowie na Wydziale Form Przemysłowych. Dyplom uzyskał w 1991. Członek ZPAP i ZSzP. W latach 1991–1992 nauczyciel Państwowego Liceum Sztuk Plastycznych w Bielsku-Białej. W latach 1992–1997 pracownik dydaktyczny Akademii Sztuk Pięknych w Krakowie Filii w Katowicach. Od 2007 członek Redakcji pisma „Na Sieradzkich Szlakach”. Stały współpracownik i dyr. art. A.R. Promix w latach 1992-2012. Dyrektor artystyczny Wydawnictwa Inspiracje do 2018 roku. Autor kilkudziesięciu systemów kompleksowej identyfikacji wizualnej firm i instytucji między innymi: Rafinerii Czechowice, Kompanii Węglowej S.A., największej firmy górniczej w Europie, Polskiego Radia Katowice, Maspexu, Urzędu Miasta Bielsko-Biała, Akademii Medycznych i Społecznych Nauk Stosowanych w Elblągu. W latach 1993–1994 członek zespołu naukowo-badawczego powołanego przez Komitet Badań Naukowych do modernizacji obiektów technicznych przemysłu włókienniczego (autor wdrożonego projektu wzorniczego i ergonomicznego systemu osłon bocznych zespołów zgrzebnych CR 243 „BEFAMA”). Twórca wzoru przemysłowego (nr 79 z dnia 26 marca 1999) chronionego przez Urząd Patentowy Rzeczypospolitej Polskiej. Autor książki pt. „Ścibor-Bogusławscy herbu Ostoja. Linia szadkowska od XVII do XX wieku”, wydanej w roku 2020 przez Wieluńskie Towarzystwo Naukowe.
Wystawiał swoje prace w kraju i za granicą na kilkudziesięciu wystawach zbiorowych i indywidualnych między innymi:
- Autorska aranżacja przestrzeni w plenerze – Bielsko-Biała, 1992;
- Wystawa indywidualna rysunku „Refleksje” – Galeria Schody w Krakowie, 1993;
- Wystawa indywidualna rysunku – Galeria Górnośląska Macierz Kultury w Katowicach, 1994;
- Wystawa indywidualna rysunku – Galeria Miejskiej Biblioteki Publicznej w Bielsku-Białej, 1995;
- Międzynarodowy Festiwal WRO'89 – Galeria Laboratorium, Wrocław, 1989;
- Wystawa plakatu teatralnego – Stadtheater Heilbronn, Niemcy, 1991;
- Wystawa plakatu „Narody i Stereotypy” – Międzynarodowe Centrum Kultury w Krakowie, PWST w Krakowie, 1993;
- Wystawa „Sztuka Młodych” – Galeria BWA w Bielsku-Białej, 1994;
- Międzynarodowa wystawa sztuki współczesnej – Pałac Kongresowy w Wolfsburgu, Niemcy, 1994;
- Międzynarodowa wystawa „Satyrykon’94” – Muzeum Okręgowe w Legnicy, 1994;
- Międzynarodowy Festiwal Rysunku – Ankara, Turcja, 1995;
- XIV Biennale Plakatu Polskiego – Galeria Sztuki Współczesnej BWA Katowice, 1995;
- Wystawa pedagogów ASP w Krakowie – Muzeum Śląskie w Katowicach, 1995;
- Wystawa pedagogów ASP w Krakowie – Centrum Kultury w Hasselt, Belgia, 1995;
- Wystawa plakatu „Kraków miasto tradycji, kultury, nauki i sztuki” – Urząd Miasta Krakowa, 1995;
- II Triennale Polskiego Rysunku Współczesnego Lubaczów’96 – Muzeum Kresów w Lubaczowie, 1996;
- Międzynarodowa wystawa „Satyrykon’97” pod patronatem Prezesa Rady Ministrów – Muzeum Miedzi w Legnicy, 1997;
- Wystawa artystów ZPAP „Rysunek, grafika artystyczna, sztuki użytkowe, projektowanie” – Galeria Sztuki Współczesnej BWA w Katowicach, 1999;
- Wystawa plakatu „Safety First” pod patronatem Prezesa Rady Ministrów – Muzeum Plakatu w Wilanowie, 2000;
- Wystawa sztuki ZPAP – Galeria Bielska BWA, Bielsko-Biała 2000;
- Międzynarodowa wystawa „Vidical 2006” – Warszawa, 2006;
- Wystawa „Kochajmy naszych artystów. 70 lat obecności ZPAP w Bielsku-Białej”, Galeria BWA w Bielsku-Białej, 2015;
- VII Międzynarodowe Biennale Plakatu Społeczno-Politycznego w Oświęcimiu, 2018.

## Nagrody i wyróżnienia (m.in.)
- I nagroda za projekt plakatu „Ryzyko zawodowe” w ogólnopolskim konkursie pod patronatem Ministra Pracy i Polityki Społecznej organizowanym przez CIOP w Warszawie,
- I nagroda za projekt znaku Polskiego Radia Katowice w ogólnopolskim konkursie pod patronatem PRK,
- I nagroda za projekt znaku Akademii Techniczno-Humanistycznej w Bielsku-Białej w ogólnopolskim konkursie pod patronatem ATH,
- I miejsce w konkursie „Kalendarz Publiczności Vidical 2006” w ramach II Międzynarodowego Konkursu Vidical 2006 za kalendarz „Wróbel”, zrealizowany dla Kompanii Węglowej S.A.
- II nagroda w konkursie głównym Międzynarodowego Festiwalu WRO we Wrocławiu za film pod tytułem „O” do muzyki Krzysztofa Komedy,
- I wyróżnienie za projekt plakatu w ogólnopolskim konkursie z okazji 750-lecia nadania praw miejskich Szczecinowi,
- wyróżnienie za projekt plakatu „Stres w środowisku pracy” w ogólnopolskim konkursie pod patronatem Ministra Pracy i Polityki Społecznej organizowanym przez CIOP w Warszawie,
- I nagroda za projekt wzorniczy sprzętu wspomagającego pracę biurową w konkursie organizowanym przez WFP ASP w Krakowie oraz firmę Inco,
- II nagroda za projekt grafiki serii opakowań kosmetyków polsko-austriackiej firmy „Sinax” organizowanym przez WFP ASP w Krakowie.
- Złota honorowa odznaka PTTK „Miłośnik Ziemi Sieradzkiej” za wkład w popularyzację historii Ziemi Sieradzkiej (2010 r.),
- Złota honorowa odznaka PTTK „Miłośnik Ziemi Sieradzkiej” za wkład w popularyzację historii Ziemi Sieradzkiej (2015 r.),
- Medal Zarządu Głównego PTTK „Za pomoc i współpracę” (2015 r.),
- Wyróżnienie za projekt znaku firmowego MAX-FLIZ w ogólnopolskim konkursie MAX-FLIZ (2018 r.).

## Działalność społeczna
- W latach 1991–1992 prowadził kursy przygotowawcze przy PLSP w Bielsku-Białej dla kandydatów na studentów krakowskiej ASP.
- W końcu lat 90. uczestniczył w akcjach pomocy materialnej dla rodzin polskich na Ukrainie.